# 召稼楼

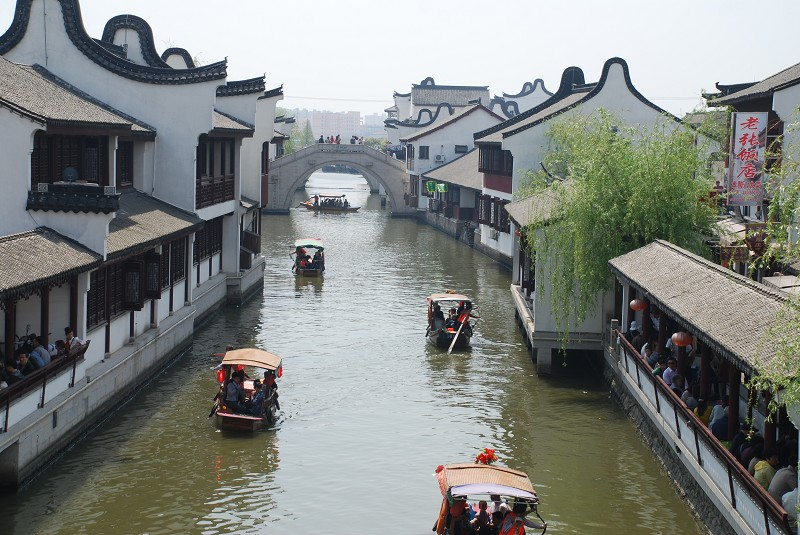
召稼楼古镇

召稼楼，原名召楼镇，位於中華人民共和國上海市閔行區浦江鎮革新村沈杜公路2059号，面积為150亩，是国家4A级旅游景区。

## 歷史
南宋绍兴年间，谈德中招纳流民垦荒种田，並建造一座小楼，用來召集农夫農耕。后来小楼附近形成了集镇，人们将集镇稱之為召稼楼。元朝時，召稼楼成为垦荒中心。
明朝時，工部右侍郎谈伦讓其长子谈田改建召稼楼，並掛上大钟，通過敲钟來指示居住在附近农民的作息活動。清朝時，徽商奚仰怀在召稼楼建立宅院，扩建学堂。2005年，召稼楼被列入上海市历史文化风貌保护区之一。由於召稼楼年久失修，2008年，召稼楼開始實施修復和改造，2010年5月28日，修復後的召稼楼對外開放。2015年召稼楼获评国家4A级旅游景区。
2023年2月6日，召稼楼再次進行關閉改造。

## 建筑物
境內有秦裕伯纪念馆、叶宗行纪念馆、顾振烈士纪念馆、黄炎培职业教育展示馆、礼耕堂、资训堂、广智学堂故址、梅园、宁俭堂、五进大院、礼园（秦怡艺术馆）、报恩桥、复兴桥、机云亭以及召稼楼古镇老街。

## 外部連結
- 官方网站